# Liste des députés de Seine-et-Oise
 (mai 2025).
Cet article est une liste des députés élus dans le département de Seine-et-Oise.

## Assemblée nationale (VeRépublique)

### Irelégislature (1958-1962)
L'avènement de la Ve République provoque un bouleversement du mode de scrutin en Seine-et-Oise comme ailleurs en France. 18 circonscriptions électorales sont créées, où les députés sont élus au scrutin uninominal majoritaire à deux tours. Le nombre de députés envoyés par la Seine-et-Oise à l'Assemblée Nationale reste le même que sous la IVe République (18). 
| Circ. | Nom Parti politique | Nom Parti politique                                                    | Groupe       | Autres mandats                                                   | Suppléant(e)     |
| ----- | ------------------- | ---------------------------------------------------------------------- | ------------ | ---------------------------------------------------------------- | ---------------- |
| 1re   |                     | Claude Labbé Union pour la nouvelle République                         | UNR          | Conseiller municipal d'Argenteuil                                | Michel Tenot     |

Circonscriptions législatives de Seine-et-Oise

| 2e    |                     | Michel Jamot Union pour la nouvelle République                         | UNR          | Vice-président du conseil général Maire du Mesnil-le-Roi         | Henri Varlet     |
| 3e    |                     | Jean-Paul Palewski Union pour la nouvelle République                   | UNR          |                                                                  | Georges Fournier |
| 4e    |                     | René Leduc Union pour la nouvelle République                           | UNR          | Maire de Meudon                                                  | Robert Ferrand   |
| 5e    |                     | André Mignot Centre national des indépendants et paysans               | IPAS         | Conseiller général Maire de Versailles                           | André Guibert    |
| 6e    |                     | Robert Wagner Union pour la nouvelle République                        | UNR          | Maire de Vélizy-Villacoublay                                     | Claude Tissot    |
| 7e    |                     | Jean Drouot-L'Hermine Union pour la nouvelle République                | UNR          |                                                                  | Louis Malassigne |
| 8e    |                     | Yves de Kervéguen Union pour la nouvelle République                    | UNR          | Conseiller général Maire de Vigny                                | Louis Lambert    |
| 9e    |                     | Robert Ballanger Parti communiste français                             | Non-inscrit  |                                                                  | Eugène Le Moign  |
| 10e   |                     | Paul Mazurier Section française de l'Internationale ouvrière           | SOC          | Conseiller général Maire d'Arnouville-lès-Gonesse                | Michel Pouech    |
| 11e   |                     | Pierre Picard Union pour la nouvelle République                        | UNR          |                                                                  | Robert Weber     |
| 12e   |                     | René Ribière Union pour la nouvelle République                         | UNR          |                                                                  | Louis Cortier    |
| 13e   |                     | Armand Cachat Union pour la nouvelle République                        | UNR          | Conseiller général Maire de Montgeron                            | Marcel Sieffert  |
| 13e   |                     | Michel Boscher Union pour la nouvelle République                       | UNR          | Maire d'Évry-Petit-Bourg                                         | Georges Coisnon  |
| 15e   |                     | Henri Longuet Centre national des indépendants et paysans              | FANI puis ED | Conseiller général Maire de Viry-Châtillon                       | Lucien Poisson   |
| 16e   |                     | Olivier Lefèvre d'Ormesson Centre national des indépendants et paysans | IPAS         | Conseiller général Maire de Ormesson-sur-Marne                   | Claude Cornette  |
| 17e   |                     | Jacqueline Thome-Patenôtre Parti radical                               | FANI puis ED | Sénateur-maire de Rambouillet Conseillère générale (Dourdan-Sud) | Lucien Porthault |
| 18e   |                     | Jean-Paul David (1958-1960) Rassemblement des gauches républicaines    | FANI puis ED | Maire de Mantes-la-Jolie                                         | André Lecoq      |
| 18e   |                     | Jean-Paul David (1960-1962) Parti libéral européen                     | ED           | Maire de Mantes-la-Jolie                                         | André Lecoq      |

### IIelégislature (1962-1967)
Les élections législatives de 1962 sont les dernières à avoir pour cadre administratif le département de la Seine-et-Oise. La loi du 10 juillet 1964 modifie en effet l'organisation de la Région parisienne en créant 6 nouveaux départements : l'Essonne, les Yvelines et le Val d'Oise, issus uniquement de la Seine-et-Oise, et le Val de Marne, les Hauts-de-Seine et la Seine-Saint-Denis, qui comprennent également des communes de l'ancien département de la Seine. Les élections législatives de 1967 se tiennent dans le cadre des nouveaux départements.
| Circ. | Député                     | Parti                      | Autres mandats                                                      | Suppléant(e)    |
| ----- | -------------------------- | -------------------------- | ------------------------------------------------------------------- | --------------- |
| 1re   | Léon Feix                  | PCF                        |                                                                     | Victor Dupouy   |
| 2e    | Michel Jamot               | UNR-UDT                    | Conseiller général, maire du Mesnil-le-Roi                          | Roland Duménil  |
| 3e    | Jean-Paul Palewski         | UNR-UDT                    |                                                                     | Pierre Régis    |
| 4e    | René Leduc                 | UNR-UDT                    | Maire de Meudon                                                     | Claude Ravaisse |
| 5e    | Pierre Clostermann         | UNR-UDT                    |                                                                     | François Joron  |
| 6e    | Robert Wagner              | UNR-UDT                    | Maire de Vélizy-Villacoublay                                        | Claude Tissot   |
| 7e    | Jean Drouot-L'Hermine      | UNR-UDT                    |                                                                     | Joseph Lépicier |
| 8e    | Gaston Aizier              | UNR-UDT                    | Maire de L'Isle-Adam                                                | Paul Buisson    |
| 9e    | Robert Ballanger           | PCF                        |                                                                     | Eugène Le Moign |
| 10e   | Louis Vallon               | UNR-UDT                    |                                                                     | Raymond Chochon |
| 11e   | Raymond Valenet            | UNR-UDT                    | Conseiller général, maire de Gagny                                  | Gilbert Béthune |
| 12e   | René Ribière               | UNR-UDT                    | Conseiller municipal de Montmorency                                 | Yves Carric     |
| 13e   | Armand Cachat              | UNR-UDT                    | Maire de Montgeron                                                  | Marcel Sieffert |
| 14e   | Michel Boscher             | UNR-UDT                    | Maire d'Évry-Petit-Bourg                                            | Georges Coisnon |
| 15e   | Max Petit                  | UNR-UDT                    |                                                                     | Jacques Janvier |
| 16e   | Jean-Marie Poirier         | UNR-UDT                    |                                                                     | Louis Dolhem    |
| 17e   | Jacqueline Thome-Patenôtre | Rassemblement démocratique | Conseillère générale du canton de Dourdan-Sud, maire de Rambouillet | Jean Duboscq    |
| 18e   | Gérard Prioux              | UNR-UDT                    |                                                                     | Léon Lengagne   |

## Liste des députés deSeine-et-Oisesous laQuatrième République(1946-1958)

### IIIe législature (1956-1958)
Les dernières élections législatives de la Quatrième République sont marquées en Seine-et-Oise comme ailleurs en France par une éphémère percée électorale du mouvement poujadiste sous l'étiquette Union et fraternité française : 2 des 52 députés poujadistes de France sont élus en Seine-et-Oise. La mise en sommeil du RPF par De Gaulle en 1956 conduit ses 4 élus sortants des législatives de 1951 à trouver refuge sous d'autres étiquettes politiques, avec un succès mitigé puisque seul André Mignot conserve son siège. 

#### 1recirconscription
Résultats :
Électeurs inscrits : 545 386 ; votants : 459 902 ; suffrages exprimés : 442 271
- Parti communiste français : 160 536 voix, 3 élus
- Liste "front républicain" : 42 737 voix, 1 élu (de Lipkowski)
- Union et fraternité française (poujadiste) : 41 147 voix, 1 élu
- Rassemblement des gauches républicaines : 40 550 voix, 1 élu
- SFIO : 40 346 voix, 1 élue
- MRP : 28 899 voix, 1 élu
- Parti radical socialiste : 25 690 voix, 1 élu

Liste sans élu :
- Union républicaine : 15 121 voix
- Républicains sociaux : 14 246 voix
- Indépendants : 9 618 voix
- Union démocratique et socialiste de la Résistance : 9 324 voix
- Indépendants de Seine-et-Oise : 8 107 voix
- Divers Droite : 4 164 voix

Les 9 élus
| Circ. | Député                |  | Parti      |
| ----- | --------------------- |  | ---------- |
| 1re   | Robert Ballanger      |  | PCF        |
| 1re   | René Couturaud        |  | Poujadiste |
| 1re   | Robert Bichet         |  | MRP        |
| 1re   | Jean-Paul David       |  | RGRCR      |
| 1re   | Germaine Degrond      |  | SFIO       |
| 1re   | Antoine Demusois      |  | PCF        |
| 1re   | Léon Hovnanian        |  | Rad. Soc.  |
| 1re   | Jean de Lipkowski     |  | Rad. Soc.  |
| 1re   | Mathilde Gabriel-Péri |  | PCF        |

#### 2ecirconscription
Résultats
Électeurs inscrits : 542 575 ; votants : 469 809 ; suffrages exprimés : 448 415
- Parti communiste français : 141 696 voix, 3 élus
- Parti radical socialiste: 57 151 voix, 1 élu
- Union et fraternité française (poujadiste) : 42 964 voix, 1 élu
- SFIO : 42 865 voix, 1 élu
- Rassemblement des gauches républicaines : 41 862 voix, 1 élu
- Indépendants-action sociale : 39 507 voix, 1 élu
- Mouvement républicain populaire : 25 089 voix, 1 élu (Cartier)

Listes sans élu : 
- Rassemblement républicain, 19 1999 voix
- Républicains sociaux, 18 146  voix
- Divers, 10 414 et 7 053 voix

Les 9 élus :
| Circ. | Député            |  | Parti      |
| ----- | ----------------- |  | ---------- |
| 2e    | Maurice Béné      |  | Rad. Soc.  |
| 2e    | Charles Benoist   |  | PCF        |
| 2e    | Édouard Bonnefous |  | UDSR       |
| 2e    | Gilbert Cartier   |  | MRP        |
| 2e    | Eugénie Duvernois |  | PCF        |
| 2e    | André Mignot      |  | CNIP       |
| 2e    | Pierre Métayer    |  | SFIO       |
| 2e    | Lucien Midol      |  | PCF        |
| 2e    | Jean Berthommier  |  | Poujadiste |

### IIe législature (1951-1956)

#### 1recirconscription
Résultats :
Électeurs inscrits : 443 093 ; votants : 369 973 ; suffrages exprimés : 358 471
- Parti communiste français : 113 658 voix, 3 élus
- Rassemblement du peuple français : 96 254 voix, 3 élus
- Rassemblement des gauches républicaines : 45 254 voix, 1 élu
- Section française de l'Internationale ouvrière : 37 801 voix, 1 élue
- Mouvement républicain populaire : 26 604 voix, 1 élu

Listes sans élu
- Concentration républicaine, 11 411 voix
- Divers droite, 8 093 voix
- Communistes indépendants (Darius Le Corre), 7 151 voix
- Parti communiste internationaliste (trotskistes), 5 736 voix
- Neutralistes, 3 720 voix.

Les 9 élus :
| Circ. | Député                                 |  | Parti |
| ----- | -------------------------------------- |  | ----- |
| 1re   | Robert Ballanger                       |  | PCF   |
| 1re   | Michel Bernard                         |  | RPF   |
| 1re   | Robert Bichet                          |  | MRP   |
| 1re   | Jean-Paul David                        |  | RGRCR |
| 1re   | Germaine Degrond                       |  | SFIO  |
| 1re   | Antoine Demusois                       |  | PCF   |
| 1re   | André Diethelm jusqu’au 11/01/1954     |  | RPF   |
| 1re   | Germaine Peyroles depuis le 14/03/1954 |  | MRP   |
| 1re   | Jean Frugier                           |  | RPF   |
| 1re   | Mathilde Gabriel-Péri                  |  | PCF   |

1. ↑  Décès
2. ↑  En remplacement d'André Diethelm

#### 2ecirconscription
Résultats
Électeurs inscrits : 448 666 ; suffrages exprimés : 363 785
- Parti communiste français : 115 848 voix, 3 élus
- Rassemblement du peuple français : 102 506 voix, 2 élu
- Section française de l'Internationale ouvrière : 36 478 voix, 1 élu
- Rassemblement des gauches républicaines : 34 952 voix, 1 élu
- Mouvement républicain populaire : 28 643 voix, 1 élu
- Parti radical socialiste : 23 828 voix, 1 élu

Listes sans élu :
- Union des nationaux indépendants et républicains 13 885 voix
- Action neutraliste, 5 471 voix.

Les 9 élus :
| Circ. | Député             |  | Parti     |
| ----- | ------------------ |  | --------- |
| 2e    | Maurice Béné       |  | Rad. Soc. |
| 2e    | Charles Benoist    |  | PCF       |
| 2e    | Édouard Bonnefous  |  | UDSR      |
| 2e    | Gilbert Cartier    |  | MRP       |
| 2e    | Eugénie Duvernois  |  | PCF       |
| 2e    | André Mignot       |  | RPF       |
| 2e    | Pierre Métayer     |  | SFIO      |
| 2e    | Lucien Midol       |  | PCF       |
| 2e    | Jean-Paul Palewski |  | RPF       |

### Ire législature (1946-1951)

#### 1recirconscription
Résultats:
Électeurs inscrits : 435 340 ; votants : 358 997 ; suffrages exprimés : 350 847
- Parti communiste français : 119 304 voix, 4 élus
- Mouvement républicain populaire : 96 296 voix, 3 élus
- Parti socialiste : 53 874 voix, 1 élue
- Rassemblement des gauches républicaines : 44 559 voix, 1 élu

Listes sans élu : 
- Coalition républicaine d'action sociale (PRL et div.) : 22 924 voix
- Parti communiste internationaliste (trotskistes) : 13 890 voix.

Les 9 élus :
| Circ. | Député                                 |  | Parti |
| ----- | -------------------------------------- |  | ----- |
| 1re   | Robert Ballanger                       |  | PCF   |
| 1re   | Gilbert Berger                         |  | PCF   |
| 1re   | Robert Bichet                          |  | MRP   |
| 1re   | Jean-Paul David                        |  | RGRCR |
| 1re   | Germaine Degrond                       |  | SFIO  |
| 1re   | Antoine Demusois (jusqu'au 19/11/1948) |  | PCF   |
| 1re   | Eugène Alliot (à partir du 19/11/1948) |  | PCF   |
| 1re   | Maurice Finet                          |  | MRP   |
| 1re   | Mathilde Gabriel-Péri                  |  | PCF   |
| 1re   | Germaine Peyroles                      |  | MRP   |

1. ↑  Election au Conseil de la République
2. ↑  En remplacement d'Antoine Demusois

#### 2ecirconscription
Résultats :
Électeurs inscrits : 442 032 ; votants : 363 807 ; suffrages exprimés : 358 591
- Parti communiste français : 124 915 voix, 4 élus
- Mouvement républicain populaire : 83 791 voix, 2 élus
- Rassemblement des gauches républicaines : 77 694 voix, 2 élus
- Parti socialiste : 48 807 voix, 1 élu

Liste sans élus : 
- Coalition républicaine d'action sociale (PRL) : 23 384 voix

Les 9 élus :
| Circ. | Député             |  | Parti     |
| ----- | ------------------ |  | --------- |
| 2e    | Maurice Béné       |  | Rad. Soc. |
| 2e    | Charles Benoist    |  | PCF       |
| 2e    | Édouard Bonnefous  |  | UDSR      |
| 2e    | Gilbert Cartier    |  | MRP       |
| 2e    | Eugénie Duvernois  |  | PCF       |
| 2e    | Jean Duclos        |  | PCF       |
| 2e    | Pierre Métayer     |  | SFIO      |
| 2e    | Lucien Midol       |  | PCF       |
| 2e    | Jean-Paul Palewski |  | MRP       |

## Liste des députés deSeine-et-Oisesous leGouvernement provisoire de la République française(1944-1946)

### 2eAssemblée nationale constituante (1946)

#### 1recirconscription
Résultats :
Électeurs inscrits : 422 409 ; votants : 364 407 : suffrages exprimés : 360 020
- Parti communiste français : 123 988 voix, 3 élus
- Mouvement républicain populaire : 101 645 voix, 3 élus
- Parti socialiste : 74 763 voix, 2 élus

Listes sans élu : 
- Rassemblement des gauches républicaines, 30 893 voix
- Parti républicain de la liberté, 28 731 voix.

Les 8 députés :
| Circ. | Député                |  | Parti |
| ----- | --------------------- |  | ----- |
| 1re   | Robert Ballanger      |  | PCF   |
| 1re   | Robert Bichet         |  | MRP   |
| 1re   | Germaine Degrond      |  | SFIO  |
| 1re   | Antoine Demusois      |  | PCF   |
| 1re   | Guillaume Détraves    |  | SFIO  |
| 1re   | Maurice Finet         |  | MRP   |
| 1re   | Mathilde Gabriel-Péri |  | PCF   |
| 1re   | Germaine Peyroles     |  | MRP   |

#### 2ecirconscription
Résultats :
Électeurs inscrits : 429 446 ; votants : 368 888 ; suffrages exprimés : 364 617
- Parti communiste français : 117 834 voix, 3 élus
- Mouvement républicain populaire : 104 335 voix, 2 élus
- Section française de l'Internationale ouvrière : 70 091 voix, 1 élu
- Parti républicain de la liberté (droite) : 36 549 voix, 1 élu
- Rassemblement des gauches républicaines  : 35 808 voix, 1 élu

Les 8 députés :
| Circ. | Député             |  | Parti     |
| ----- | ------------------ |  | --------- |
| 2e    | Maurice Béné       |  | Rad. Soc. |
| 2e    | Charles Benoist    |  | PCF       |
| 2e    | Michel Devèze      |  | MRP       |
| 2e    | Jean Duclos        |  | PCF       |
| 2e    | Pierre Métayer     |  | SFIO      |
| 2e    | Lucien Midol       |  | PCF       |
| 2e    | André Mignot       |  | PRL       |
| 2e    | Jean-Paul Palewski |  | MRP       |

### 1reAssemblée nationale constituante (1945-1946)

#### 1recirconscription
Résultats :
Inscrits : 420 173 électeurs ; votants : 362 362 ; suffrages exprimés : 355 987
- Parti communiste français : 125 266 voix, 3 élus
- Mouvement républicain populaire : 101 645 voix, 3 élus
- Section française de l'Internationale ouvrière : 74 763 voix, 2 élus

Listes sans élu :
- Entente républicaine : 21 947 voix
- Liste radicale et radical socialiste : 16 104 voix
- Liste républicaine et sociale : 11 345 voix

Les 8 députés :
| Circ. | Député                |  | Parti |
| ----- | --------------------- |  | ----- |
| 1re   | Robert Ballanger      |  | PCF   |
| 1re   | Robert Bichet         |  | MRP   |
| 1re   | Germaine Degrond      |  | SFIO  |
| 1re   | Antoine Demusois      |  | PCF   |
| 1re   | Guillaume Détraves    |  | SFIO  |
| 1re   | Maurice Finet         |  | MRP   |
| 1re   | Mathilde Gabriel-Péri |  | PCF   |
| 1re   | Germaine Peyroles     |  | MRP   |

#### 2ecirconscription
Résultats :
Électeurs inscrits : 430 386 ; votants : 366 325 ; suffrages exprimés : 359 598
- Parti communiste français : 118 109 voix, 3 élus
- Mouvement républicain populaire : 100 142 voix, 3 élus
- Section française de l'Internationale ouvrière : 70 968 voix, 2 élus

Listes sans élu 
- Concentration républicaine (Paul Brasseau) : 26 048 voix
- Liste radicale et radicale socialiste (Raymond Patenôtre) : 24 754 voix
- Union démocrate et socialiste de la résistance (Claude Bourdet): 19 777 voix

Les 8 députés :
| Circ. | Député             |  | Parti |
| ----- | ------------------ |  | ----- |
| 2e    | Charles Benoist    |  | PCF   |
| 2e    | Henri Brandel      |  | MRP   |
| 2e    | Pierre Commin      |  | SFIO  |
| 2e    | Michel Devèze      |  | MRP   |
| 2e    | Jean Duclos        |  | PCF   |
| 2e    | Pierre Métayer     |  | SFIO  |
| 2e    | Lucien Midol       |  | PCF   |
| 2e    | Jean-Paul Palewski |  | MRP   |

### Composition des circonscriptions (1945-1958)
Des élections de 1945 à celles de 1956, le département de Seine-et-Oise est divisé en deux circonscriptions ou "secteur". Elles élisent 8 députés chacune aux deux Assemblées Constituantes, puis 9 députés pour les élections suivantes.  Il s'agit dans les deux cas de scrutins de liste à la proportionnelle. 
La 1re circonscription inclut les arrondissements ou parties d'arrondissement :
- Mantes : cantons de Bonnières-sur-Seine, Houdan, Limay, Magny-en-Vexin, Mantes-Gassicourt
- Pontoise : anciennes 1re (cantons de L'Isle-Adam, Marines, Pontoise), 2e (cantons d'Aulnay-sous-Bois, Gonesse, Luzarches), 3e (Canton du Raincy et 4e (cantons d'Écouen, de Montmorency, Taverny) circonscriptions de 1936
- Rambouillet (partie) : canton de Montfort-l'Amaury
- Versailles (partie) : cantons d'Argenteuil (ex 1re circonscription de 1936), de Maisons-Laffitte et Poissy (parties de la 2e circonscription de 1936)

La 2e circonscription inclut les arrondissements ou parties d'arrondissement :
- Corbeil-Essonnes : anciennes 1re (cantons d'Arpajon et Corbeil), 2e (canton de Longjumeau), 3e (cantons de Boissy-Saint-Léger et Villeneuve-Saint-Georges) circonscriptions de 1936
- Étampes : cantons d'Étampes, La Ferté-Alais, Méréville, Milly-la-Forêt
- Versailles (partie) : canton de Meulan (partie de la 2e circonscription de 1936), canton de Marly-le-Roi et de Saint-Germain-en-Laye (ex 3e circonscription), Sèvres et Versailles-Nord (ex 4e circonscription), Versailles-Ouest, Versailles-Sud, et Palaiseau (ex 5e circonscription de 1936)
- Rambouillet (partie) : cantons de Chevreuse, Dourdan-Nord, Dourdan-Sud, Limours, Rambouillet

## Liste des députés deSeine-et-Oisesous leTroisième République(1870-1940)

### XVIe législature (1936-1940)
Les 15 députés et leur circonscription. Le nombre des circonscriptions passe de 14 à 15 (redécoupage en 3 circonscriptions de l'arrondissement de Corbeil qui en comptait 2 précédemment)
Gaston Bergery, Parti frontiste .......... Mantes
Charles Benoist, Communiste, jusqu'au 21/01/1940 .......... Corbeil 3e
Lucien Camus, Parti radical-socialiste Camille Pelletan .......... Étampes
Émile Cossonneau, Communiste, jusqu'au 21/01/1940 .......... Pontoise 3e
Pierre Dadot, Communiste, jusqu'au 21/01/1940 .......... Versailles 3e
Antoine Demusois, Communiste, jusqu'au 21/01/1940 .......... Pontoise 2e
Jean Duclos, Communiste, jusqu'au 21/01/1940 .......... Versailles 5e
François Fourcault de Pavant Républicains indépendants et d'action sociale .......... Versailles 4e
Darius Le Corre, Communiste, jusqu'au 21/01/1940 .......... Corbeil 1re
Lucien Midol, Communiste, jusqu'au 21/01/1940 .......... Corbeil 2e
Raymond Patenôtre, Union socialiste et républicaine .......... Rambouillet
Gabriel Péri, Communiste, jusqu'au 21/01/1940 .......... Versailles 1re
Alexandre Prachay, Communiste, jusqu'au 21/01/1940 .......... Pontoise 1re
Fernand Robbe, Républicain Radical et Radical-Socialiste .......... Versailles 2e
Charles Thonon,  Socialiste .......... Pontoise 4e

### XVe législature (1932-1936)
- Pontoise-2 : Guillaume Ballu, Députés du centre républicain

- Mantes : Gaston Bergery, Républicain Radical et Radical-Socialiste, jusqu'au 20/02/1934 , remplacé par Roger Sarret, Républicain Radical et Radical-Socialiste, élu le 06/05/1934

- Versailles-4 : Georges Bonnefous, Fédération républicaine

- Pontoise-3 : Pierre Cathala, Gauche radicale (Radical indépendant)

- Versailles-3 : Henri Chatenet, Gauche indépendante (Radical indépendant)

- Corbeil-1 : Albert Dalimier, Républicain Radical et Radical-Socialiste

- Étampes : Maurice Dormann, Indépendants de gauche (Républicains de gauche), élu Sénateur en 1936, non remplacé

- Pontoise-1 : Henry Franklin-Bouillon, Non inscrit (Radical indépendant)

- Versailles-5 : Gaston Henry dit Henry-Haye, Indépendants de gauche - Républicains de gauche, élu Sénateur en 1936, non remplacé

- Corbeil-2 : Lucien Midol, PC-SFIC

- Rambouillet : Raymond Patenôtre, Indépendants de gauche (Républicains de gauche)

- Pontoise-4 : Henri Patenôtre-Desnoyers, Députés du centre républicain

- Versailles-1 : Gabriel Péri, PC-SFIC

- Versailles-2 : Charles Reibel, Non inscrit (Alliance démocratique), élu Sénateur en 1936, non remplacé

### XIVe législature (1928-1932)
Les élections législatives furent au scrutin d'arrondissement majoritaire à deux tours de 1928 à 1936.
- Versailles-3 : Jean Adam, Union républicaine démocratique

- Pontoise-3 : Guillaume Ballu, Action démocratique et sociale

- Mantes : Gaston Bergery Républicain Radical et Radical-Socialiste

- Versailles-4 : Georges Bonnefous, Union républicaine démocratique

- Pontoise-2 : Pierre Cathala, Gauche sociale et radicale

- Corbeil-1 : Albert Dalimier Républicain Radical et Radical-Socialiste

- Étampes : Maurice Dormann, Gauche radicale

- Versailles-1 : André de Fels, Gauche radicale

- Pontoise-1 : Henry Franklin-Bouillon Gauche sociale et radicale

- Versailles-5 : Gaston Henry dit Henry-Haye, Députés indépendants (Droite)

- Corbeil-2 : André Mottu Républicains de gauche (Modéré)

- Rambouillet : Raymond Patenôtre Indépendants de gauche

- Pontoise-4 : Henri Patenôtre-Desnoyers Républicains de gauche

- Versailles-2 : Charles Reibel, Action démocratique et sociale

Source : Élections législatives 22-29 avril 1928 de Georges Lachapelle - https://gallica.bnf.fr/ark:/12148/bpt6k320439r.texteImage#

### XIIIe législature (1924-1928)
Les élections législatives de 1924 furent organisées au scrutin proportionnel de liste. Elles marquèrent au niveau national national la victoire du "Cartel des gauches".
Résultats :
Électeurs inscrits : 255 937 ; votants : 221 009 ; suffrages exprimés : 217 405
12 députés élus au scrutin de liste (plus forte moyenne et quotient)
- Liste républicaine d'union nationale démocratique : 77 608 (moyenne), 6 élus

- Liste du Bloc ouvrier et paysan (Parti communiste français) : 61 033 (moyenne), 3 élus

- Liste d'Union des gauches : 43 738 (moyenne), 2 élus (Franklin-Bouillon, Goust)

- Liste du Cartel des gauches : 23 245 (moyenne), 1 élu (Dalimier)

- Liste d'Union nationale : environ 7 600 (moyenne), aucun élu

Les élus :
Liste républicaine d'union nationale démocratique
- Laurent Amodru, Républicains de gauche
- Georges Bonnefous, Union républicaine démocratique
- Maurice Colrat, Gauche républicaine démocratique
- Charles Reibel, Gauche républicaine démocratique
- Georges Leredu, Gauche républicaine démocratique jusqu'au 09/01/1927 (élu au Sénat, non remplacé)
- Jean Périnard, Gauche républicaine démocratique

Liste du Bloc Ouvrier-Paysan
- André Marty, PC-SFIC
- Ernest Bizet, PC-SFIC
- Félix Barbecot, PC-SFIC

Liste d'Union des gauches
- Henry Franklin-Bouillon, Radical et radical-socialiste, ancien Ministre
- Auguste Goust, Radical et radical-socialiste, maire de Mantes-la-Jolie

Liste du Cartel des Gauches
- Albert Dalimier, Radical et radical-socialiste

Source : Barodet sur le site de l'Assemblée Nationale - https://bibnum.sciencespo.fr/s/catalogue/ark:/46513/sc16m1m0#?c=&m=&s=&cv=

### XIIe législature (1919-1924)
Les élections législatives de 1919 furent organisées au scrutin proportionnel de liste. Elles marquèrent au niveau national la victoire du "Bloc national" de centre-droit.
Liste républicaine d'Union nationale démocratique
- André Tardieu Républicains de gauche
- Laurent Amodru Républicains de gauche
- Georges Aimond Gauche républicaine démocratique, décédé le 06/05/1923
- Alfred Heurteaux Républicains de gauche
- Georges Bonnefous Entente républicaine démocratique
- Paul Messier Gauche républicaine démocratique, décédé le 04/09/1922
- Charles Reibel Action républicaine et sociale
- Honoré Cornudet des Chaumettes Entente républicaine démocratique
- Georges Leredu Entente républicaine démocratique
- Maurice Colrat Gauche républicaine démocratique
- Edmond Gast Républicains de gauche
- Jean Périnard Action républicaine et sociale

- Henry Franklin-Bouillon, Parti radical et radical socialiste, à partir du  08/07/1923
- Auguste Goust, Parti radical et radical socialiste, à partir de 08/07/1923

Source : Barodet sur le site de l'Assemblée Nationale - https://bibnum.sciencespo.fr/s/catalogue/ark:/46513/sc16m2kz#?c=&m=&s=&cv=

### XIe législature (1914-1919)
- Pontoise-2 : Louis Amiard, Républicain Radical et Radical-Socialiste

- Étampes : Laurent Amodru Gauche démocratique (modéré)

- Versailles-2 : Georges Bonnefous Fédération républicaine (Droite)

- Pontoise-1 : Honoré Cornudet des Chaumettes Gauche démocratique (modéré)

- Corbeil-1 : Albert Dalimier Républicain Radical et Radical-Socialiste

- Corbeil-2 : Henry Franklin-Bouillon Parti républicain radical et radical socialiste

- Mantes : Auguste Goust Parti républicain radical et radical socialiste

- Versailles-1 : André Lebey Parti socialiste SFIO

- Pontoise-3 : Georges Leredu Fédération républicaine (Droite)

- Versailles-3 : Aristide Prat Fédération républicaine (Droite)

- Versailles-4 : André Tardieu Union républicaine radicale et socialiste (Centre gauche)

- Rambouillet : André Thome, Gauche démocratique (modéré), Mort pour la France le 10/03/1916, non remplacé

Sources : Journal Le Temps du 28 avril et du 12 mai 1914 sur Gallica - ,.

### Xe législature (1910-1914)
- Pontoise-2 : Louis Amiard, Républicains radicaux-socialistes

- Versailles-1 : Maurice Berteaux, Républicains radicaux-socialistes jusqu'au 20/05/1911 (date de son décès), remplacé par Émile Laurent, Républicains radicaux-socialistes, élu le 9 juillet 1911

- Versailles-2 : Georges Bonnefous, Républicain progressiste

- Étampes : François Carnot, Gauche démocratique

- Pontoise-1 : Honoré Cornudet des Chaumettes, Républicain progressiste

- Corbeil-1 : Albert Dalimier, Républicains radicaux-socialistes

- Corbeil-2 : Henry Franklin-Bouillon, Républicains radicaux-socialistes

- Mantes : Maurice Guesnier, Républicain progressiste

- Versailles-3 : Amédée Thalamas, Républicains radicaux-socialistes

- Rambouillet : Edmond Vian, Républicains radicaux-socialistes

Sources : Journal Le Temps du 24 avril et du 8 mai 1910 sur Gallica - ,.

### IXe législature (1906-1910)
- Pontoise-2 : Émile Aimond Gauche radicale, jusqu'au 18/01/1909 (élu sénateur), remplacé par Louis Amiard, Gauche radicale-socialiste élu le 21/03/1909

- Etampes : Laurent Amodru, Républicain Progressiste

- Corbeil-2 : Jean-Baptiste Argeliès, Union républicaine

- Versailles-1 : Maurice Berteaux, Gauche radicale-socialiste

- Pontoise-1 : Honoré Cornudet des Chaumettes, Républicain Progressiste

- Corbeil-1 : Albert Dalimier, Gauche radicale-socialiste

- Rambouillet : Edmond Gast, Républicain (Gauche démocratique)

- Versailles-2 : Albert Gauthier de Clagny Républicains nationalistes

- Mantes : Paul Lebaudy, Républicain Progressiste

- Versailles-3 : Pierre Rudelle Action libérale (Plébiscitaire)

Sources : Journal Le Temps du 6 et du 22 mai 1906 sur Gallica - ,.

### VIIIe législature (1902-1906)
- Etampes : Laurent Amodru Républicain progressiste

- Pontoise-2 : Roger Ballu dit Roger-Ballu Nationaliste (Action libérale)

- Corbeil-2 : Jean-Baptiste Argeliès Union républicaine

- Versailles-1 : Maurice Berteaux Radical-socialiste

- Corbeil-1 : Georges Berthoulat, Nationaliste (Groupe colonial)

- Pontoise-1 : Honoré Cornudet des Chaumettes Républicain progressiste

- Versailles-2 : Albert Gauthier de Clagny, Non-inscrit (Nationaliste)

- Mantes : Paul Lebaudy Républicain

- Rambouillet : Georges-Ernest-Maurice de Riquet de Caraman Non inscrit

- Versailles-3 : Pierre Rudelle Nationaliste (Action libérale)

Source : journal Le Temps du 29 avril et du 13 mai 1902 sur Gallica,.

### VIIe législature (1898-1902)
- Pontoise-2 : Émile Aimond, Radical

- Étampes : Laurent Amodru, Républicain

- Corbeil-2 : Jean-Baptiste Argeliès Union républicaine/Révisionniste

- Versailles-1 : Maurice Berteaux Radical

- Pontoise-1 : Honoré Cornudet des Chaumettes, Républicain

- Versailles-2 : Albert Gauthier de Clagny Non-inscrit (Révisionniste)

- Rambouillet : Marcel Habert, Révisionniste, déchu de son mandat  le 4 mars 1901, remplacé par Georges-Ernest-Maurice de Riquet de Caraman, Républicain non-inscrit

- Versailles-3 : Georges Jean Victor Haussmann, Radical

- Mantes : Paul Lebaudy, Républicain

- Corbeil-1 : Jules Périllier, Radical

Source : journal Le Temps du 10 mai et du 24 mai 1898 sur Gallica,.

### VIe législature (1893-1898)
- Étampes : Laurent Amodru, Républicain

- Corbeil : Jean-Baptiste Argeliès, Conservateur

- Versailles-1 :Maurice Berteaux, Républicain

- Pontoise-2 : Louis Brincard, Rallié

- Versailles-3 : Paul Rameau dit Chevrey-Rameau Alliance républicaine

- Versailles-2 : Albert Gauthier de Clagny Non-inscrit (Rallié)

- Rambouillet : Marcel Habert, Rallié

- Pontoise-1 : Gustave-Adolphe Hubbard Radical-socialiste

- Mantes : Paul Lebaudy, Républicain

Source : journal Le Temps du 22 août et du 5 septembre 1893 sur Gallica,.

### Ve législature (1889-1893)
- Corbeil : Jean-Baptiste Argeliès, Boulangiste

- Rambouillet :François Barbe, Gauche radicale, décédé le 29 juillet 1890, remplacé Georges Vian, Radical

- Pontoise-2 : Louis Brincard, Bonapartiste révisionniste

- Étampes : Amédée Dufaure, Conservateur

- Versailles-2 :Albert Gauthier de Clagny Non-inscrit (Bonapartiste)

- Versailles-3 : Georges Jean Victor Haussmann, Boulangiste

- Versailles-1 : Jean Hély d'Oissel, Conservateur

- Pontoise-1 : Gustave-Adolphe Hubbard Radical-socialiste

- Mantes : Gustave Lebaudy, Républicain, jusqu'au 19/12/1889, puis Paul Lebaudy, Républicain, depuis le 16/02/1890

Source : journal Le Temps du 24 septembre et du 8 octobre 1889 sur Gallica,.

### IVe législature (1885-1889)
François Barbe Gauche radicale
Joseph Barré Gauche radicale
Jean-Claude Colfavru Gauche radicale
Gustave-Adolphe Hubbard
Paul de Jouvencel Gauche radicale
Gabriel de Mortillet Gauche radicale
Jules Périllier Extreme-gauche
Paul Remoiville
Maurice Vergoin

### IIIe législature (1881-1885)
Ferdinand Dreyfus Union républicaine
Paul Féau Gauche républicaine
Léon Journault Union républicaine
Amédée Jérôme Langlois Gauche républicaine
Gustave Lebaudy
Hippolyte Maze Gauche républicaine
Charles Rameau Gauche républicaine
Paul Remoiville Gauche radicale
François Vermond Gauche radicale

### IIe législature (1877-1881)
Émile Carrey Centre gauche jusqu'au 09/02/1880
Théodore Charpentier Centre gauche
Ferdinand Dreyfus Union républicaine depuis le 14/03/1880
Albert Joly Union républicaine
Léon Journault Union républicaine
Amédée Jérôme Langlois Gauche républicaine
Gustave Lebaudy
Hippolyte Maze Gauche républicaine depuis le 21/12/1879
Charles Rameau Gauche républicaine
Léon Renault Centre gauche
Antoine Sénard Gauche républicaine

### Ire législature (1876-1877)
Émile Carrey Centre gauche
Théodore Charpentier Centre gauche
Albert Joly Union républicaine
Léon Journault Gauche républicaine
Amédée Jérôme Langlois Gauche républicaine
Gustave Lebaudy
Charles Rameau Gauche républicaine
Léon Renault Centre gauche
Eugène Rendu Union des Droites

### Assemblée nationale (1871-1876)
- Jules Barthélémy-Saint-Hilaire, Centre gauche

- Ferdinand de Jouvencel, Gauche républicaine, décédé le 29/06/1873, remplacé par Marc Antoine Calmon, Centre gauche du 14/12/1873 au 15/12/1875

- Lazare Carnot, Gauche républicaine jusqu'au 15/12/1875, date de son élection au Sénat, non remplacé

- Ernest Feray, Centre droit

- Joseph Hèvre, Gauche républicaine

- Léon Journault, Gauche républicaine

- Jean-Pierre Labelonye, Gauche républicaine, décédé le 24/04/1874, remplacé par Antoine Sénard, Gauche républicaine, élu le 18/10/1874

- Antonin Lefèvre-Pontalis, Centre gauche

- Jacques de Pourtalès, Centre gauche, décédé le 03/09/1874, remplacé par Marie-Edmond Valentin Gauche républicaine depuis le 07/02/1875

- Charles Rameau, Gauche républicaine

- Edmond Scherer, Centre gauche jusqu'au 15/12/1875, date de son élection au Sénat, non remplacé

## Second Empire

### IVelégislature(1869-1870)
- Maurice Richard (homme politique)
- Antonin Lefèvre-Pontalis
- Jules Barthélemy-Saint-Hilaire
- Aymé Stanislas Darblay

### IIIelégislature(1863-1869)
- Maurice Richard (homme politique)
- Paul Caruel de Saint-Martin
- Pierre-Charles Dambry
- Aymé Stanislas Darblay

### IIelégislature(1857-1863)
- Alfred de Gouy d'Arcy décédé en 1859, remplacé par Pierre-Charles Dambry
- Adolphe Delapalme décédé en 1858, remplacé par Gustave Brochant de Villiers
- Paul Caruel de Saint-Martin
- Aymé Stanislas Darblay

### Irelégislature(1852-1857)
- Alfred de Gouy d'Arcy
- Paul Caruel de Saint-Martin
- Adolphe Delapalme
- Aymé Stanislas Darblay

## IIeRépublique
Élections au suffrage universel masculin à partir de 1848

### Assemblée nationale législative (1849-1851)
- Victor Pigeon
- Napoléon Lepic
- Jules Barthélemy-Saint-Hilaire
- Louis Flandin
- Honoré Théodoric d'Albert de Luynes
- Ovide de Rémilly
- Claude Hernoux
- Jean Méry Barre
- Auguste Rodolphe Darblay
- Félix Le Peletier d'Aunay

### Assemblée nationale constituante (1848-1849)
- Victor Pigeon
- Victor Alfred Lécuyer
- Hippolyte Baudel Durand
- Laurent-Antoine Pagnerre
- Jules Barthélemy-Saint-Hilaire
- Louis Flandin
- Adolphe Bezanson
- Armand Pierre Landrin
- Honoré Théodoric d'Albert de Luynes
- Ovide de Rémilly
- Denis François Lefebvre
- Albin de Berville

## Chambre des députés (Monarchie de Juillet)

### VIIeLégislature(17/08/1846-24/02/1848)
- Léon de Laborde
- Ovide de Rémilly
- Claude Hernoux
- Albin de Berville
- Auguste Rodolphe Darblay
- Félix Le Peletier d'Aunay

### VIeLégislature(1842-1846)
- Paul Henri Daru
- Amédée de Viart
- Ovide de Rémilly
- Claude Hernoux
- Albin de Berville
- Auguste Rodolphe Darblay
- Félix Le Peletier d'Aunay

### VeLégislature(1839-1842)
- Alexandre de Laborde décédé en 1840, remplacé par Léon de Laborde
- Ovide de Rémilly
- Claude Hernoux
- Albin de Berville
- Louis Xavier Defitte décédé en 1840, remplacé par Auguste Rodolphe Darblay
- Félix Le Peletier d'Aunay
- Auguste Bertin de Vaux

### IVeLégislature(1837-1839)
- Auguste Bertin de Vaux
- Claude Hernoux
- Albin de Berville
- Félix Le Peletier d'Aunay
- Louis Xavier Defitte
- Alexandre de Laborde
- Blaise de Jouvencel

### IIIeLégislature(1834-1837)
- Claude Hernoux
- Antoine Louis Joseph Guy
- Auguste Bouchard
- Félix Le Peletier d'Aunay
- Louis Xavier Defitte
- Alexandre de Laborde
- Blaise de Jouvencel

### IIeLégislature(1831-1834)
- Nicolas Fiot
- Alexandre Baudet-Dulary
- Louis François Bertin de Vaux nommé pair en 1832, remplacé par Antoine Louis Joseph Guy
- Charles Malo de Lameth décédé en 1832, remplacé par Auguste Bouchard
- Louis Bérard
- Félix Le Peletier d'Aunay
- Blaise de Jouvencel

### IreLégislature(1830-1831)
- Émile Oberkampf
- Louis Bérard
- Félix Le Peletier d'Aunay
- Louis François Bertin de Vaux
- Blaise de Jouvencel
- Charles Malo de Lameth
- Louis-Gabriel de Bizemont

## Chambre des députés des départements (2eRestauration)

### Velégislature(23 juin 1830-28 juillet 1830)
- Louis Bérard
- Félix Le Peletier d'Aunay
- Louis François Bertin de Veaux
- Blaise de Jouvencel
- Charles-Malo de Lameth
- Louis-Gabriel de Bizemont

### IVelégislature(1828-1830)
- Émile Oberkampf
- Louis Bérard
- Félix Le Peletier d'Aunay
- Louis François Bertin de Veaux
- Blaise de Jouvencel
- Alexandre de Lameth
- Charles-Malo de Lameth
- Louis-Gabriel de Bizemont

### IIIelégislature(1824-1827)
- Antoine-Geneviève-Amédée de Fraguier
- Constantin-Marie-Louis-Léon de Bouthillier-Chavigny
- Louis François Bertin de Veaux
- Philippe Albert Joseph de Saulty
- Emmanuel Marie Amédée Lebeau
- André Haudry de Soucy
- Charles de Biancour

### IIelégislature(1816-1823)
- Antoine-Geneviève-Amédée de Fraguier
- Constantin-Marie-Louis-Léon de Bouthillier-Chavigny
- Louis François Bertin de Veaux
- Charles Bouchard des Carneaux
- Jean-François-Marie Delaître
- André Haudry de Soucy
- Blaise de Jouvencel
- Charles de Biancour
- Philippe François Didier Usquin
- Louis-Gabriel de Bizemont
- Henry-François-Joseph de Chapelle de Jumilhac

### Irelégislature(1815–1816)
- Ferdinand de Bertier de Sauvigny
- André Haudry de Soucy
- Pierre Vedye Roger
- Philippe François Didier Usquin
- Louis-Gabriel de Bizemont
- Henry-François-Joseph de Chapelle de Jumilhac

## Chambre des représentants (Cent-Jours)
- Auguste Charles Lebrun de Plaisance
- Charles Fournerat
- Étienne Geoffroy Saint-Hilaire
- Guillaume Marie Carré
- Charles Bouchard des Carneaux
- Georges Sibuet
- François-Gabriel-Thibault de La Brousse de Verteillac
- Hyacinthe Richaud
- Pierre-Victor-Auguste Morillon
- Gaspard Lyottier

## Chambre des députés des départements (1reRestauration)
- Jacques Pierre Prothade d'Astorg
- Antoine Duchesne de Gillevoisin
- Antoine Challan
- Honoré Alexandre Hacquin

## Corps législatif (Consulat et Empire)
- Jacques Pierre Prothade d'Astorg (1759-1828) ;
- Antoine Challan (1754-1831) ;
- Antoine Fabien Cholet (1744-1822) ;
- Louis Jacques Antoine Dejunquières (1740-1808) ;
- Antoine Duchesne de Gillevoisin (1758-1840) ;
- Joseph Vincent Dumolard (1766-1819) ;
- Charles François Dupuis (1742-1809) ;
- Edme-Hilaire Garnier-Deschênes (1732-1812) ;
- Jean-François-Thomas Goulard (1755-1830) ;
- Honoré Alexandre Hacquin (1742-1821) ;
- Marie Jean-Baptiste Claude Hénin de Chérel (né en 1753) ;
- Jean-Louis Leclerc (1767-1822) ;
- Charles Nicolas Montardier (1747-1802) ;
- Jean-Claude Pellé (1742-1804) ;
- Simon Soret (1748-1828) ;

## Conseil des Cinq-Cents
- Jean-Lambert Tallien
- Pierre-Jean Audouin
- Marie-Joseph Chénier
- Louis François Desclozeaux
- Jean-Claude Michel Gillet
- Hyacinthe Richaud
- Antoine Vincent Rozier
- Antoine Challan
- Mathieu Dumas
- Charles Nicolas Montardier
- Jean Chanorier
- Jacques François Brunet
- Charles François Dupuis
- Jean-Baptiste Treilhard
- Jean-François Vauvilliers
- Edme-Hilaire Garnier-Deschênes

## Convention nationale
14 députés et 6 suppléants

### Députés
1. Laurent Lecointre, commandant de la garde nationale à Versailles, administrateur du département, ancien député à la Législative. Est décrété d'arrestation le 16 germinal et d'accusation le 2 prairial an III (5 avril et 21 mai 1795) ; est ensuite amnistié.
2. Nicolas Haussmann, négociant, ancien député à la Législative.
3. Jean Bassal, curé de Saint-Louis, à Versailles, ancien député à la Législative.
4. Charles-Jean-Marie Alquier, président du tribunal criminel du département, ancien Constituant.
5. Antoine-Joseph Gorsas, journaliste. Élu dans l'Orne et en Seine-et-Oise, opte pour Seine-et-Oise. Est condamné à mort et guillotiné le 16 vendémiaire an II (7 octobre 1793) ; est remplacé dès le 16 juillet 1793, par Venard.
6. Pierre-Jean Audouin, journaliste.
7. Jean-Baptiste Treilhard, ancien Constituant.
8. Denis Roy, cultivateur et juge de paix à Argenteuil.
9. Jean-Lambert Tallien, journaliste, membre de la commune de Paris.
10. Marie-Jean Hérault de Séchelles, commissaire du roi près la Cour de cassation, ancien député à la Législative. Est guillotiné le 16 germinal an II (5 avril 1794). Est remplacé par Goujon.
11. Louis Sébastien Mercier, homme de lettres. Est exclu après le 31 mai 1793 ; est rappelé le 18 frimaire an III (8 décembre 1794).
12. Armand de Kersaint, officier de marine, ancien député à la Législative. Donne sa démission le 22 février 1793 ; est remplacé le même jour par Richaud ; est condamné à mort le 14 frimaire an II (4 décembre 1793).
13. Bertrand Barère de Vieuzac. Opte pour les Hautes-Pyrénées ; est remplacé par Dupuis dès l'ouverture de la Convention.
14. Marie-Joseph Chénier, homme de lettres.

### Suppléants
1. Charles-François Dupuis, de l'Académie des inscriptions. Remplace Barère de Vieuzac.
2. Philippe-Antoine Grouvelle, secrétaire du conseil exécutif provisoire. Est appelé à remplacer Kersaint et refuse de siéger.
3. Lagrange (Joseph-Louis), géomètre, naturalisé français. Est appelé, sur le refus de Grouvelle à remplacer Kersaint et n'accepte pas.
4. Hyacinthe Richaud, maire de Versailles. Remplace Kersaint, le 22 février 1793.
5. Henri-Étienne Venard, haut-juré. Remplace Gorsas le 16 juillet 1793.
6. Jean-Marie-Claude-Alexandre Goujon, procureur général syndic du département. Remplace Hérault de Séchelles le 26 germinal an II (15 avril 1794) ; est décrété d'arrestation le 1er prairial et se tue le 29 prairial an III (20 mai et 17 juin 1795).

## Assemblée législative (1791-1792)
14 députés et 5 suppléants

### Députés
1. Denis Lebreton, président du tribunal du district de Montfort-l'Amaury. Est démissionnaire le 14 octobre 1791. Est remplacé par Chéron-La-Bruyère.
2. Laurent Lecointre, administrateur du département, commandant de la garde nationale de Versailles.
3. Simon Soret, procureur-syndic du district de Pontoise.
4. Jean Bassal, curé de la paroisse de Saint-Louis, vice-président du directoire du district de Versailles.
5. Jean-Jacques Collas, maire d'Argenteuil.
6. Jean Antoine Boisseau, cultivateur à Roisy, district de Gonesse.
7. Eustache Antoine Hua, juge au tribunal de Mantes.
8. Jean-Pierre Pillaut, procureur-syndic du district de Dourdan.
9. Louis Mathieu Petit, négociant, juge de paix à Rimoron, canton de Chamarande, district d'Étampes.
10. Mathieu Dumas, maréchal de camp, employé à Metz.
11. Nicolas Haussmann, négociant à Versailles, membre du directoire du département.
12. Sébastien Michel Courtin l'aîné, négociant, membre du directoire du département.
13. Jacques Tenon, de l'Académie des sciences, du collège de chirurgie de Montpellier, de celui de Paris, professeur public de la Société d'agriculture, propriétaire à Massy.
14. Jean-Baptiste Legras, juge au tribunal du district de Saint-Germain-en-Laye.

### Suppléants
1. Louis-Claude Chéron de La Bruyère, propriétaire à Auvers, près Pontoise, membre du directoire du département, propriétaire à Auvers-sur-Oise. Remplace le 15 octobre 1791, Lebreton, démissionnaire.
2. Francia-Beaufleury (Louis), juge au tribunal de Corbeil.
3. Coupin (Claude), président du district de Versailles, négociant à Sèvres.
4. Feugère (Jean Jacques), juge au tribunal de Mantes.
5. Chandelier, homme de loi à Meulan, juge suppléant au tribunal de Pontoise.

## Et avant le département?
Représentants aux États généraux puis Assemblée constituante de 1789

### Généralité d'Orléans

#### Bailliage deDourdan.
Bailliage principal sans secondaire. (4 députés)
- Clergé.
  - 1. Millet (Noël-Charles), bachelier en droit, curé de Saint-Pierre de Dourdan.
- Noblesse.
  - 2. Gauville (Louis-Henri-Charles de), sous-lieutenant des gardes du corps du comte d'Artois, compagnie d'Alsace, avec rang de lieutenant-colonel, baron de La Forêt-le-Roi.
- Tiers état.
  - 3. Le Brun de Grillon (Charles-François), écuyer.
  - 4.Buffy (Louis-René), notaire royal à Dourdan.

##### Suppléants. (2)
- Clergé.
  - 1. Bechant (François), grand vicaire de Chartres, official de Dourdan.
- Noblesse.
  - 2. Broglie de Revel (Auguste-Joseph de), prince du Saint-Empire romain, comte et baron de Druy, seigneur de Sougy, Parigny-sur-Sardolles et autres lieux, colonel attaché au régiment de la Couronne-infanterie, conseiller du roi, grand bailli d'épée des ville, bailliage royal et comté de Dourdan.